# ダニエル・マーティン
ダニエル・マーティン（Daniel Martin、1986年8月20日 - ）は、イングランド、バーミンガム出身で、アイルランドの自転車競技（ロードレース）選手。

## 経歴
父、ネイルも元プロロードレース選手。また、1987年のトリプルクラウン達成者であるステファン・ロッシュは、ネイルの義理の弟にあたり、
その息子ニコラス・ロッシュは従兄弟の関係にあたる。
2004年、英国の国内選手権・ジュニア部門ロードレースで優勝。
その後、アイルランドに移住し、国籍を得る。
2005年、アマチュアチームである、ヴェロ・クリュブ・ラ・ポム・マルセイユ（VC・ラ・ポム）に加入。
2008年、スリップストリーム・チポートレ（後の ガーミン・シャープ）と契約を結び、プロに転向。
2009年、ブエルタ・ア・エスパーニャ　初出場。総合53位。
2010年、ツール・ド・ポローニュ第4ステージを制して総合首位に立ち、最後は同2位のグレガ・ボレを8秒差下し総合優勝。
ジャパンカップサイクルロードレースでは、残りあと3周を通過した直後の上りでアタックをかけ、そのまま独走を決めて優勝。
2011年、ツール・ド・ポローニュ最終ステージでペーター・サガンに逆転され総合2位。
2013年、カタルーニャ一周第4ステージにて逃げ切り勝利、そのままリーダージャージを守りきり総合優勝。
リエージュ〜バストーニュ〜リエージュにてアイルランド人として24年ぶりの優勝を挙げた。
2016年、エティックス・クイックステップに移籍。
2018年、UAE チーム・エミレーツに移籍。
2020年、イスラエル・スタートアップネイションに移籍。
2021年9月4日、イル・ロンバルディアを最後に現役引退することを発表した。

## 主な戦績

### 2004年
- イギリス選手権・ジュニア部門　優勝（ロードレース）

### 2008年
- ルート・デュ・スュド　総合優勝
- アイルランド選手権　優勝（ロードレース）
- ポルトガル一周　総合10位
- ツアー・オブ・ブリテン　総合4位

### 2009年
- ツール・メディテラネアン　総合3位
- カタルーニャ一周　総合2位
- GP西フランス・プルエー　5位
- ジロ・ディ・ロンバルディア　8位

### 2010年
- ブリクシア・ツアー　総合3位
- ツール・ド・ポローニュ　総合優勝（第5ステージ優勝）
- トレ・ヴァッリ・ヴァレジーネ　優勝
- ジロ・デッレミリア　2位
- ジャパンカップサイクルロードレース　優勝

### 2011年
- カタルーニャ一周　総合2位
- ジロ・ディ・トスカーナ　優勝
- ツール・ド・ポローニュ　総合2位（第6ステージ優勝）
- ブエルタ・ア・エスパーニャ　区間優勝（第9ステージ）
- ツアー・オブ・北京　区間優勝（第3ステージ）
- ジロ・ディ・ロンバルディア　2位
- UCIワールドツアー　個人総合9位

### 2012年
- カタルーニャ一周　総合4位
- フレッシュ・ワロンヌ　6位
- リエージュ〜バストーニュ〜リエージュ　5位
- ツアー・オブ・北京　総合4位、山岳賞
- ジャパンカップサイクルロードレース　2位
- UCIワールドツアー　総合16位

### 2013年
- カタルーニャ一周　総合優勝（第4ステージ優勝）
- フレッシュ・ワロンヌ　4位
- リエージュ〜バストーニュ〜リエージュ　優勝
- ツール・ド・スイス　総合8位
- ツール・ド・フランス　区間優勝（第9ステージ）
- ツアー・オブ・北京　総合2位

### 2014年
- フレッシュ・ワロンヌ　2位
- ツール・ド・レン　総合3位
- ブエルタ・ア・エスパーニャ　総合7位
- ジロ・ディ・ロンバルディア　優勝
- ツアー・オブ・北京　総合2位（第4ステージ優勝）

### 2016年
- ボルタ・ア・ラ・コムニタ・バレンシアナ　区間優勝（第2ステージ）
- ボルタ・シクリスタ・ア・カタルーニャ　総合3位（第3ステージ優勝）
- フレッシュ・ワロンヌ　3位
- クリテリウム・デュ・ドフィネ　総合3位

### 2017年
- ヴォルタ・アン・アルガルヴェ　区間優勝（第2ステージ）
- パリ～ニース　総合3位
- フレッシュ・ワロンヌ　2位
- リエージュ〜バストーニュ〜リエージュ　2位

### 2018年
- クリテリウム・デュ・ドーフィネ　区間優勝（第5ステージ）
- ツール・ド・フランス　 総合敢闘賞（第6ステージ優勝）

### 2019年
- イツリア・バスク・カントリー 総合2位

### 2020年
- ブエルタ・ア・エスパーニャ 総合4位（第3ステージ優勝）

### 2021年
- ジロ・デ・イタリア 区間優勝（第17ステージ）

## エピソード
- 2013年のリエージュ〜バストーニュ〜リエージュで優勝した際、ゴール直前のホアキン・ロドリゲスとの競り合い時にパンダの着ぐるみを着た何者かに追いかけられたことが話題となった[6]。これ以降、パンダがトレードマークとなっている[7]。